# Atheta chartersensis

Atheta chartersensis  (лат.) — вид коротконадкрылых жуков из подсемейства Aleocharinae. Канада.

## Распространение
Встречается в провинции Нью-Брансуик (Канада).

## Описание
Мелкие коротконадкрылые жуки, длина тела 3,4-3,5 мм. Основная окраска чёрная (голова, пронотум и брюшко) и коричневая (надкрылья, ноги).
Большинство взрослых особей были собраны из кучи гниющих с плесенью початков кукурузы на участке, примыкающему к смешанному лесу, в жилом районе. Другие экземпляры были найдены в помёте койота на окраине соснового леса; а также из разлагающегося гриба. Взрослые особи были собраны в апреле-сентября.
Сходен с видами Atheta modesta (Melsheimer) и Atheta pseudomodesta Klimaszewski (видовая группа Modesta). Вид был впервые описан в 2016 году канадскими энтомологами Яном Климашевским (Jan Klimaszewski; Laurentian Forestry Centre, Онтарио, Канада) и Реджинальдом Вебстером (Reginald P. Webster). Видовое название дано по имени места нахождения: Charters Settlement (45.8395°N, 66,7391°W).